# Linsey Dawn McKenzie
Linsey Dawn McKenzie, née le 7 août 1978 à Wallington (Londres), est une actrice pornographique ainsi qu'un mannequin de charme britannique.

## Biographie
Linsey Dawn McKenzie est reconnue dans le milieu de la pornographie pour sa poitrine généreuse (36HH-22-34 pour 1,60 m) naturelle et son accent typiquement londonien. Elle a posé essentiellement pour des photos érotiques dites Bust. Elle apparaît nue dans des tabloïds tels que The Sun et Daily Star.
Le magazine Score lui décerne le prix Model Of The Year (Modèle de l'Année) en 2004. Mais en 2005, Linsey Dawn McKenzie subit une réduction mammaire : elle affirme que ses gros seins étaient inconfortables (problème de colonne vertébrale), et que le fait d'être enceinte n'arrangeait pas les choses.
Linsey Dawn McKenzie est aussi célèbre pour sa vie privée, car elle a été en couple avec le footballeur américain Michael Greco. En 2006, elle se marie avec le footballeur sud-africain Mark Williams, défenseur de Rushden & Diamonds Football Club, avec qui elle a eu un enfant en 2005.

## Filmographie sélective
Films pornographiques
- 1996 : Electric Blue 52: Juicy Lucy
- 1999 : In Bed with Lindsey
- 2001 : Linsey and Sammy and Louise
- 2004 : Boob Cruise Babes
- 2004 : Linsey Dawn McKenzie: Maximum Insertion
- 2005 : Linsey's World
- 2005 : Mammary Lane #2
- 2010 : Passenger 69
- 2011 : Gemma Massey's Lady Days
- 2016 : Boob Cruise Girls 1
- 2019 : Footballers Wives
- 2019 : Inside Story 02
- 2019 : Linsey Dawn Mckenzie Meets Susie Wilden
- 2022 : Score Magazine Model Of The Year Winners 2002-2021
- 2022 : Score Girls Fitness Training

Film non pornographique
- 2002 : Arthur's Amazing Things (court-métrage) : Beryl Fforbes-Juggs

Apparitions
- 1997 : They Think It's All Over (téléréalité)
- The Weakest Link (adapté en France sous le nom Le Maillon Faible)
- 2004 : Brainiac: Science Abuse
- 2004 : I'm Famous and Frightened! (téléréalité)